# Pelzer
Pelzer es un pueblo ubicado en el condado de Anderson en el estado estadounidense de Carolina del Sur. La localidad en el año 2000 tiene una población de 97 habitantes en una superficie de 0.5 km², con una densidad poblacional de 197.1 personas por km². 

## Geografía
Pelzer se encuentra ubicado en las coordenadas 34°38′35″N 82°27′38″O / 34.64306, -82.46056. Según la Oficina del Censo, el pueblo tiene un área total de 0,5 km² (0,2 mi²), de la cual 0,5 km² (0,2 mi²) es tierra y 0 km² (0 mi²) (0.0%) es agua.

### Localidades adyacentes
El siguiente diagrama muestra a las localidades en un radio de 16 kilómetros (9,9 mi) de Pelzer.

## Demografía
En el 2000 la renta per cápita promedia del hogar era de $44.063, y el ingreso promedio para una familia era de $55.000. El ingreso per cápita para la localidad era de $21.518. En 2000 los hombres tenían un ingreso per cápita de $43.750 contra $31.250 para las mujeres. Ninguno de la población y ninguna de las familias estaban por debajo de la umbral de pobreza nacional. 